# Charaxes artemis
Charaxes artemis är en fjärilsart som beskrevs av Rothschild 1900. Charaxes artemis ingår i släktet Charaxes och familjen praktfjärilar. Inga underarter finns listade i Catalogue of Life.